# Gongbo'gyamda

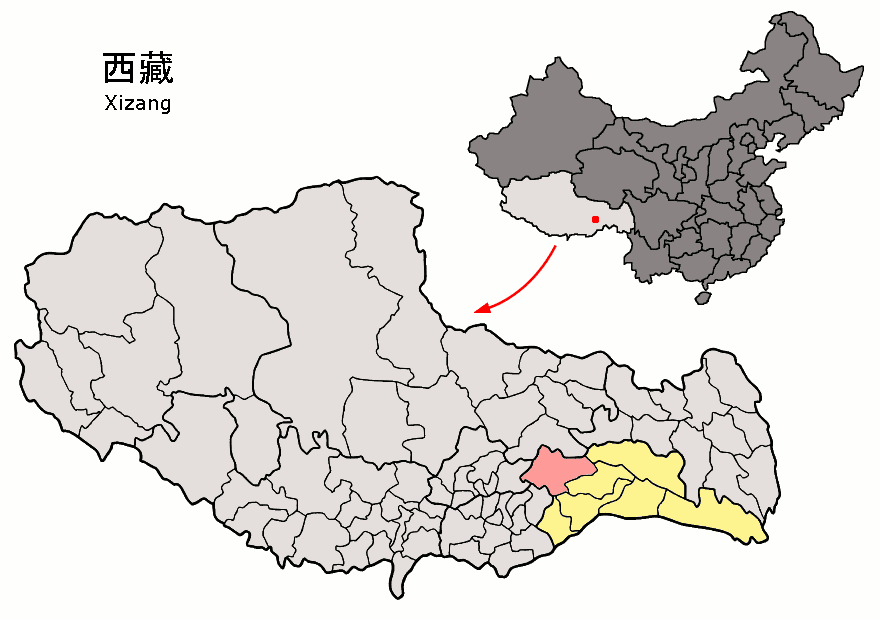
Lage des Kreises Gongbo'gyamda (rosa) im Regierungsbezirk Nyingchi (gelb)

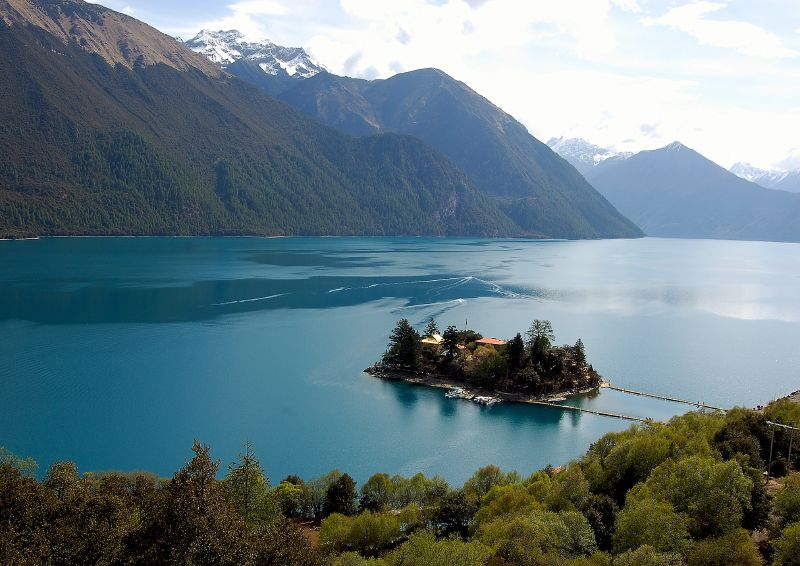
Dragsum-See (Dragsum Tsho)

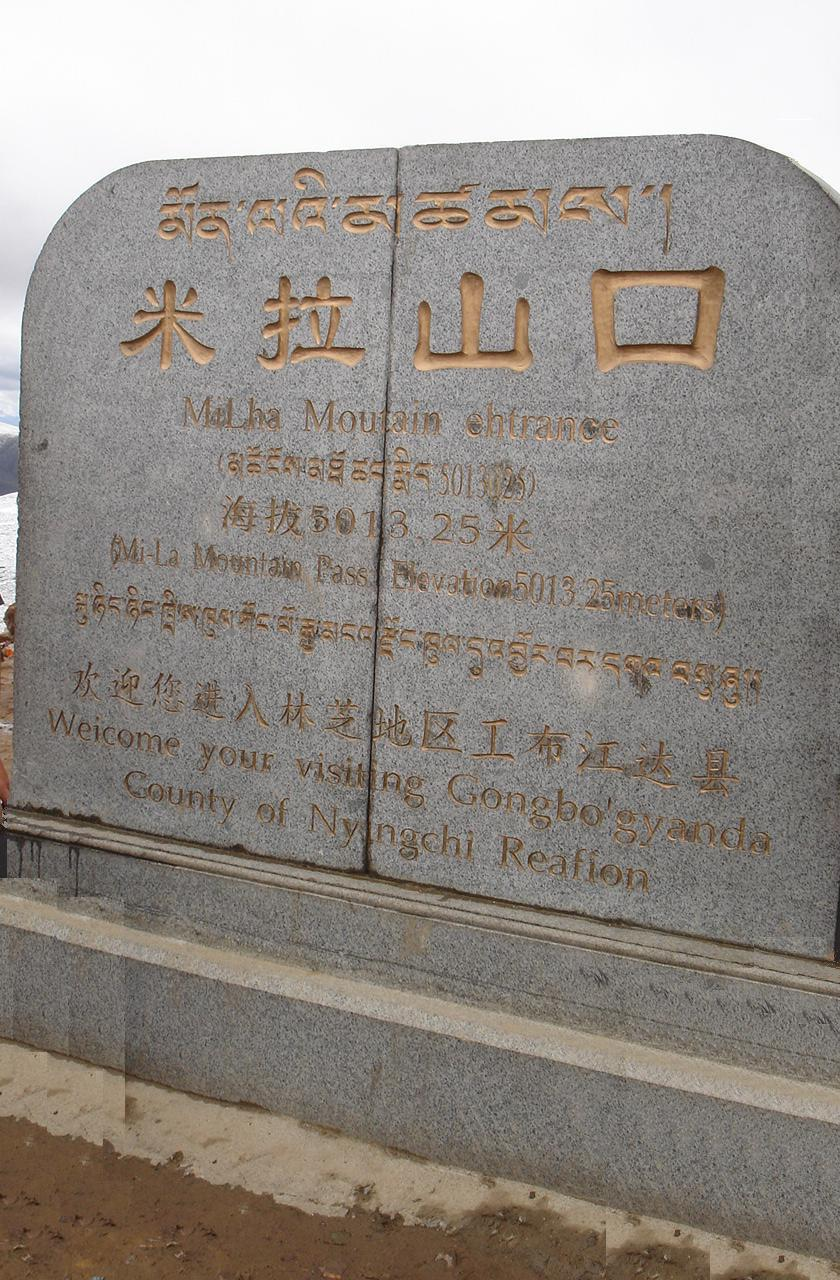
Milha-Pass (Mila Shankou)

Gongbo'gyamda (tibetisch: ཀོང་པོ་རྒྱ་མདའ་རྫོང་, Umschrift nach Wylie: kong po rgya mda’ rdzong, auch Kongpo Gyada Dzong, chinesisch 工布江达县, Pinyin Gōngbùjiāngdá Xiàn) ist ein Kreis im Autonomen Gebiet Tibet der Volksrepublik China, der zum Verwaltungsgebiet des Regierungsbezirks Nyingchi gehört. Die Fläche beträgt 12.999 Quadratkilometer und die Einwohnerzahl 32.874 (Stand: Zensus 2020). 1999 zählte Gongbo'gyamda 23.818 Einwohner.
Der größte See der Region ist der Basong Tso.

## Administrative Gliederung
Auf Gemeindeebene setzt sich der Kreis aus drei Großgemeinden und sechs Gemeinden zusammen. Diese sind (Pinyin/chin.)
- Großgemeinde Jinda 金达镇
- Großgemeinde Gongbujiangda 工布江达镇
- Großgemeinde Bahe 巴河镇

- Gemeinde Jiaxing 加兴乡
- Gemeinde Niangpu 娘蒲乡
- Gemeinde Jiangda 江达乡
- Gemeinde Zhongsha 仲莎乡
- Gemeinde Zhula 朱拉乡
- Gemeinde Cuogao 措高乡